# Floro di Lione
(Holtz, 2002)
Floro indicato prevalentemente come Florus o Floro di Lione (800 circa – 8 febbraio 860) è stato un teologo e scrittore franco.
Diacono ed insegnante della Chiesa di Lione, probabilmente originario di quella città, fu, ai suoi tempi, uno dei teologi più autorevoli del Regno dei Franchi. 

## Biografia

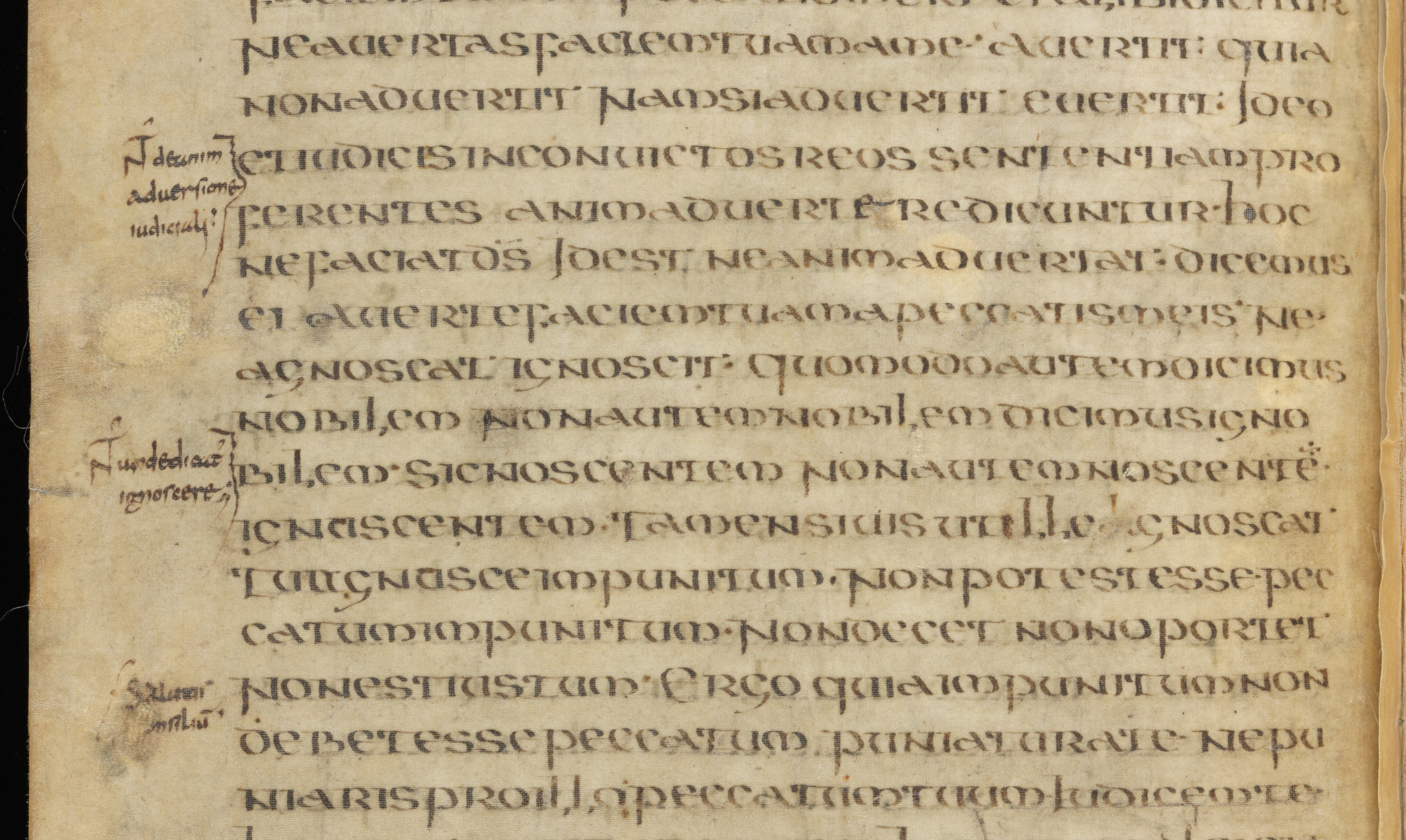
Annotazioni di Floro sui Sermoni di sant'Agostino, fol. 16v., Bibliothèque de Genève, Ms. Lat. 16

Poco sappiamo della vita di Floro di Lione. Per la sua data di nascita il parere dei ricercatori sembra ora convergere intorno all'anno 800. Non sappiamo nulla delle sue origini, sembra che abbia vissuto e lavorato per tutta la vita nella stessa Lione. Fu studente presso la Scuola della cattedrale, che poi diresse: sotto la sua guida, ne arricchì la biblioteca che diventò un punto di riferimento in Europa. Restaurò antichi manoscritti, tra i quali il manoscritto del Vecchio e Nuovo Testamento chiamato Codex Bezae Claramontanus Cantabrigiensis. Partecipò al concilio di Thionville.

## Opere
Tra le sue opere compaiono scritti di critica contro la riforma liturgica di Amalario di Metz (Opuscula contra Amalarium). 
Si espresse negativamente, inoltre, verso la dottrina di Gotescalco della doppia predestinazione (gemina praedestinatio) dell'uomo per la sua salvezza o condanna finale, con l'opera De praedestinatione, e contro Giovanni Scoto Eriugena (Liber adversus Johannem Scotum) che, al riguardo, lo aveva, a sua volta, attaccato. Altre opere: Capitula ex lege et canone collecta, De electionibus episcoporum.

Nella teologia, rifiutò interpretazioni allegoriche dei riti per attenersi al pensiero tradizionale dei Padri della Chiesa. Oltre ai prevalenti lavori teologici, compose anche alcune poesie.
Floro generalmente non firmava le sue opere, che furono spesso attribuite ai vescovi per i quali aveva prestato il suo servizio.